# Unique Rr 51 Police

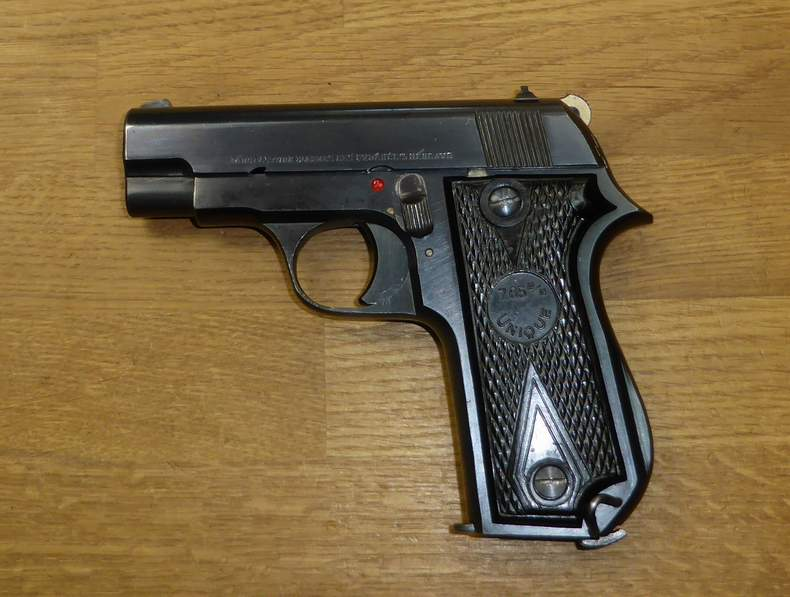
L'Unique Rr 51 a été en dotation dans la police française des années 1950 aux années 1990.

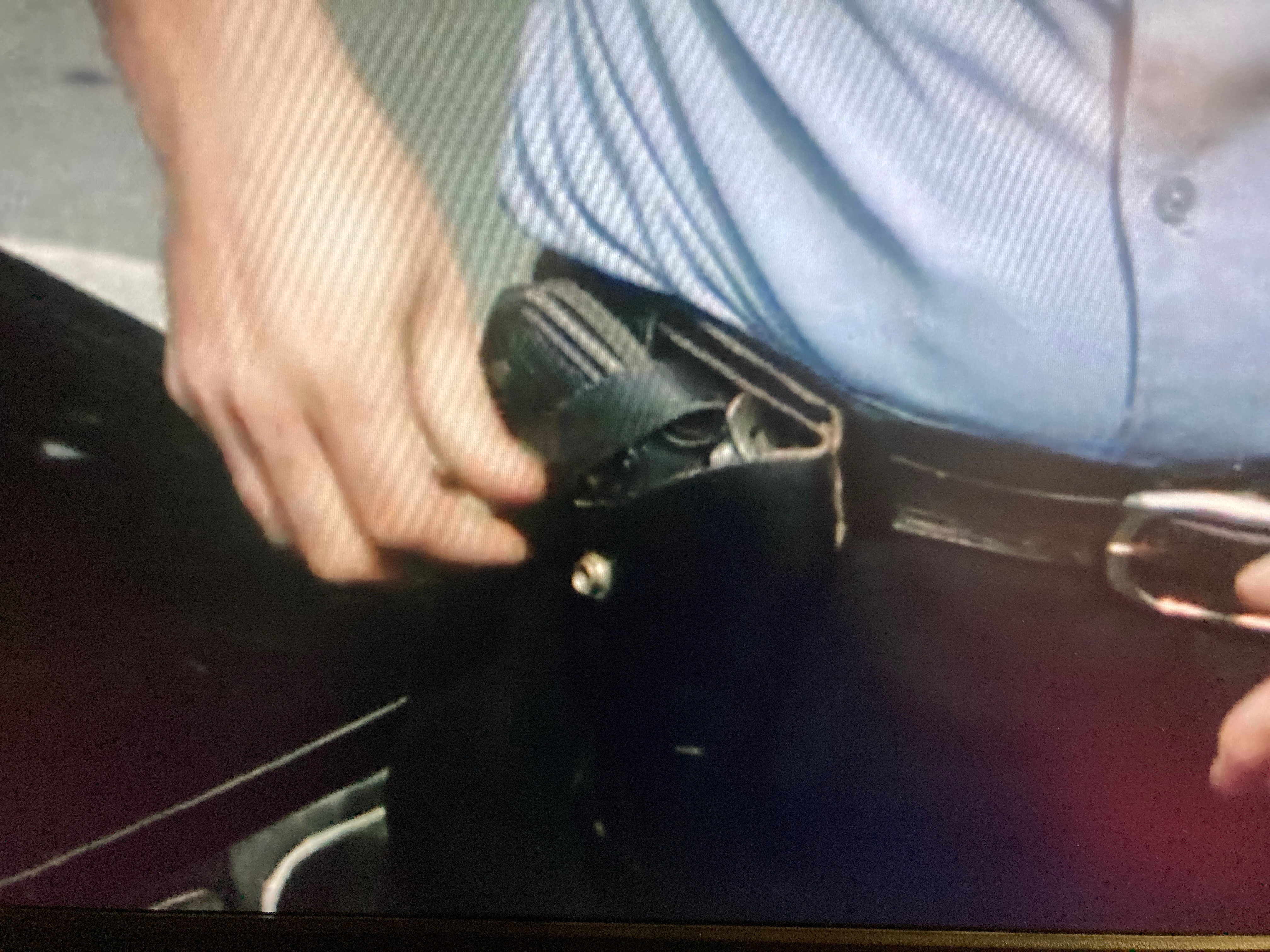
Un policier français montre son pistolet Unique Rr 51 aux journalistes de France 3 le 20 août 1982, quelques jours après le braquage d'une épicerie de Maubeuge. Il s'agit de la première attaque répertoriée des "tueurs fous du Brabant".

Pour les articles homonymes, voir Unique.
L'Unique Rr 51 est un pistolet de défense. C'est une version améliorée de l'Unique Modèle R17. Fabriqué par la MAPF de 1952 à 1998, il tire le 7,65 Browning. Il fut vendu à plus de 100 000 exemplaires à la Police nationale française armant encore en 2007 les adjoints de sécurité. Il fut en dotation dans quelques polices municipales en France (dont celle de Tours, avant son remplacement par des revolvers Manurhin MR 88 utilisés avec munitions de .38 Special). Il fut exporté en RFA et en Afrique.

## Données numériques
- Munition : 7,65 Browning
- Longueur : 14,5 cm
- Canon : 8,1 cm
- Masse à vide :  750 g
- Chargeur : 9 coups

## Une arme de service peu appréciée malgré une réelle qualité de fabrication
L'Unique Rr 51 fut l'arme de service de la majorité des policiers français de 1951 à 1981/1985, date à laquelle il est progressivement remplacé par le revolver Manurhin Spécial Police F1. 
À la sortie de la guerre, les policiers français disposes d'un armement hétéroclite où se côtoient des armes d'origine, américaines, allemandes, françaises, belges, dans une variété de calibres. Tout cela complique la logistique des pièces détachées et des munitions.
Les pistolets Ruby et FN Herstal en calibre 7,65mm Browning étaient les modèles les plus courants, et malgré les difficultés, les forces de police de Paris et de sa banlieue parvinrent en 1945 à atteindre un ratio de un pistolet pour un agent de police.
De nombreux policiers racontent qu'ils appréciaient peu ce petit pistolet.
Les critiques concernaient principalement l'arme en elle-même et sa munition.
Jean-Pierre Diot, ancien policier et garde du corps de Nicolas Sarkozy au SPHP, précise qu'il trouvait l'arme mal finie et de mauvaise qualité, sujette à de fréquents incidents de tir. L'arme est de conception ancienne, même face à des Walther PP et PPK pourtant plus anciens, mais disposant d'une platine à simple et double action.
La principale critique vient surtout de la munition elle-même. Dans le contexte des années 1970, les membres d'organisations terroristes et du grand banditisme ont accès à des pistolets Colt 1911A1 en calibre .45 et Walther P38 ou Luger P08 en 9mm Parabellum issus de la Seconde Guerre mondiale (armes de prise allemandes ou parachutages clandestins par les alliés). Les revolvers en calibre .38 Special ou .357 Magnum d'origine américaine (Colt et Smith & Wesson principalement) sont également très prisés pour leur fiabilité et leur pouvoir d'arrêt.
La munition 7,65mm Browning est bien moins puissante, et les cartouches de dotation de la police sont souvent vieilles et parfois mal stockées. Cela provoque des longs feux ou des incidents de tir, le plus souvent à cause d'une amorce défectueuse. 
Cela explique aussi le manque de précision avec ce pistolet, ce qui n'améliore pas sa réputation.
À nouveau, Jean-Pierre Diot relève l'ancienneté des munitions de service, que la police met du temps à remplacer par souci d'économie.
Enfin, en ce qui concerne les policiers en tenue, leur Unique Rr 51 est porté dans un étui glissé à l'intérieur de la vareuse, ce qui allonge considérablement le temps de la riposte en cas d'affrontement armé.
Le 14 août 1982, le pistolet Rr51 d'un policier français s'enraya lors de l'attaque d'une épicerie à Maubeuge, après avoir tiré un unique coup de feu. Les mystérieux tireurs étaient également équipés de pistolets en 7,65mm Browning (des FN 1910-22). Il s'agit de la seule attaque commise en France, dans le cadre de l'affaire des tueries du Brabant.
À l'inverse, Jean-Pierre Bastié et Daniel Casanova, historiens spécialisés dans l'histoire de l'armement léger, rappellent que l'arme fut bien accueillie lors de son entrée en service. L'Unique Rr51, de conception simple, fabriqué dans un acier solide, était facile à manier et à porter au quotidien.
Les volontaires du service national puis les adjoints de sécurité porteront le Rr51 jusque dans les années 2000, définitivement déclassé lors de l'adoption du Sig Sauer 2022.
Outre la police française, les Douanes, ainsi que l'ONF, vont passer commande auprès d'Unique pour acquérir ce petit pistolet.
Il connut le succès à l'export, et s'est bien vendu en Afrique noire et en Afrique du Nord.
Certaines polices d'État allemandes (Landespolizei) ont également acheté le Rr 51 pour armer leurs agents, et ce dès 1951.
À partir des années 1970, les polices allemandes remplacent leurs Unique Rr 51, MAB D et autres Walther PP par des pistolets en calibre 9mm Parabellum plus modernes et de fabrication locale, généralement un de ces trois modèles suivants : Walther P5, Sig Sauer P6 et H&K P7.

## Modèles dérivés
- Unique Modèle C
- Unique Modèle C2
- Unique Modèle Fr 51